# Krétský emirát
Krétský emirát (arabsky إقريطش) byl muslimský stát rozkládající se na středomořském ostrově Kréta a existující od poloviny 20. let 9. století do roku 961, kdy byl ostrov opětovně obsazen Byzantskou říší. Ačkoliv emirát uznával nadvládu Abbásovského chalífátu a udržoval těsné styky s túlúnovským Egyptem, de facto byl nezávislý.
Skupina andaluských uprchlíků dobyla Krétu na Byzantské říši kolem let 824 a 828 a ustanovila nezávislý stát. Početné pokusy Byzantinců dobýt ostrov zpět skončily katastrofálně a za přibližně 135 let své existence byl emirát jedním z hlavních nepřátel Byzance. Strategická pozice Kréty dovolovala jejím držitelům ovládat obchodní trasy ve východním Středomoří a sloužila jako bezpečný přístav pirátských lodí Arabů, kteří plenili Byzancí kontrolované pobřeží Egejského moře. Vnitřní politika emirátu není příliš známa, ale předpokládá se, že velmi prosperoval, a to nejen díky pirátství, ale i z rozsáhlého obchodování a zemědělství. Konec emirátu přinesl Nikeforos Fokas, který proti Krétě v letech 960 až 961 podnikl válečné tažení.

## Historie
Kréta byla cílem muslimských útoků již od první vlny islámské expanze v polovině 7. století. První nájezd proběhl roku 654, další pak 674/5. Části ostrova byly dočasně okupovány během vlády umajjovského chalífy al-Valída I. Nicméně ostrov nebyl nikdy dobyt . I navzdory občasným nájezdům v 8. století zůstával bezpečně v byzantských rukách. Kréta byla příliš vzdálená od arabských přístavů v Levantě, aby mohla být podniknuta efektivní vojenská výprava.

### Dobytí Kréty

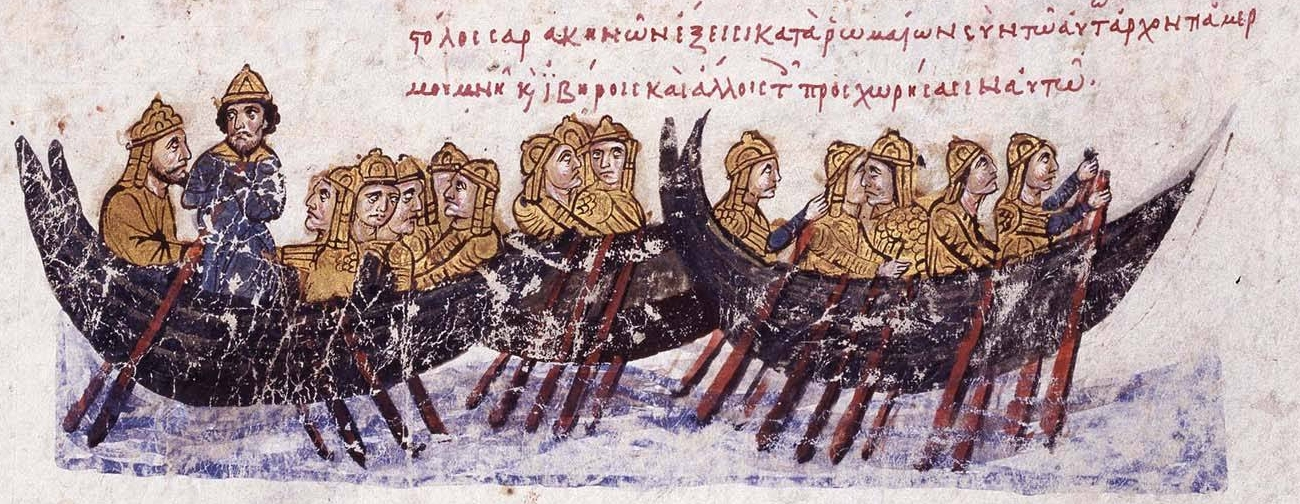
Saracéni plují dobýt Krétu, obrázek ze 13. století

V druhé polovině vlády císaře Michaela II. přistála skupina andaluských uprchlíků na Krétě a začala s jejím dobýváním. Tito emigranti měli za sebou dlouhou historii putování. Jednalo se o přeživší povstání proti córdobskému emírovi al-Hakamovi I. z roku 818. Po jejím potlačené byli obyvatelé córdobské čtvrti al-Rabad hromadně vyhnáni, Někteří se usídlili ve Fezu v Maroku, ale ostatní (cca 10 000 osob) se obrátili k pirátství. Někteří z nich pod vedením Umara ibn Hafs ibn Šuajb ibn Isa al Ballutiho, známého jako Abú Hafs, přistáli v Alexandrii a ovládali toto město až do roku 827, kdy byli oblehnuti a zahnáni abbásovským generálem Abdulláhem ibn Táhir al-Chorasanim. Přesné datum jejich přistání na Krétě není známo. Dle muslimských zdrojů je obvykle datováno do roku 827 či 828, po vyhnání Andalusanů z Alexandrie. Byzantské prameny určují datum jejich přistání krátce po potlačení velkého povstání Tomáše Slovana (proběhlo v letech 820 až 823). Historikové Vassilios Christides a Christos Makrypoulias, na základě úvah o počtu a chronologii byzantských tažení proti vetřelcům a prosopografických otázek byzantských generálů, kteří jim veleli, navrhli dřívější datum dobytí Kréty cca kolem roku 824.
Na základě dohody s ibn Tahirem mohli Andalusané se svými rodinami opustit Alexandrii na 40 lodích. Historik Warren Treadgold odhaduje jejich počet na nějakých 12 000 lidí, z nichž asi 3 000 byli bojovníci. Dle byzantských historiků byli Andalusané s Krétou již seznámení, neboť v minulosti ji už napadli. Také tvrdí, že přistání Arabů na ostrově bylo původně zamýšleno jen jako další nájezd a změnilo se v dobývání poté, ce sám Abú Hafs zapálil jejich lodě. Jelikož ale Andalusané s sebou vzali i své rodiny, tato příhoda je pravděpodobně až pozdější dodatek. Není známo také místo andaluského přistání; uvažuje se o severním pobřeží, buď v zátoce Suda nebo poblíž místa, kde Andalusané později vybudovali své hlavní město a pevnost Chandax, nebo o jižním pobřeží, odkud se dobyvatelé přesunuli do lidnatějších oblastí ve vnitrozemí a na severu ostrova.
Jakmile se císař Michael II. dozvěděl o arabské invazi a před tím, než Andalusané obsadili celý ostrov, vyslal dvě výpravy s cílem získat ostrov zpět. Ztráty způsobené během povstání Tomáše Slovana omezily schopnost Byzantinců odpovědět, nicméně pokud invaze proběhla v letech 827 či 828, zasáhla je také nutnost odklonit své síly k zastavení postupného dobývání Sicílie tuniskými Aghlabovci. První expedice v čele s Fóteinem, anatolikonským stratégem, a maršálkem Damiánem byla poražena v otevřené bitvě, ve které Damián padl. Druhá expedice byla vyslána následujícího roku a sestávala ze 70 lodí pod velením kibyrrhaiotaiského stratéga Kratera. Zpočátku postupovala vítězně, ale poté byli příliš sebejistí Byzantinci zahnáni za nočního přepadu. Krateros uprchl na Kós, ale zde byl Araby zajat a ukřižován. Historik Makrypoulias soudí, že tyto výpravy se musely odehrát před tím, než Andalusané dokončili výstavbu Chandaxu, kam přenesli své hlavní sídlo z vnitrozemského Gortynu.

### „Pirátský“ emirát
Abú Hafs odrazil první byzantské útoky a pomalu upevňoval svou kontrolu nad celým ostrovem. Uznal svrchovanost Abbásovského chalifátu, ale stále de facto vládl jako nezávislý vladař. Dobytí ostrova se stalo důležitou událostí, neboť proměnil rovnováhu námořních sil ve východním Středomoří a doposud bezpečné pobřeží Egejského moře vystavil častým a devastujícím nájezdům. Andalusané také zpočátku obsadili několik kykladských ostrovů, ale císař Michael II. vyslal další velkou výpravu, na niž vypravil zcela nový námořní sbor Tessarakontarioi s nově postavenými loděmi. Pod velením admirála Ooryfase se loďstvu podařilo vypudit Araby z egejských ostrovů, ale neuspělo v znovuzabrání Kréty. Michaelův nástupce Theofilos vyslal posla ke córdobskému emírovi Abdurrahmánovi II. s návrhem na společnou akci proti andaluským vyhnancům, ale získal pouze Abdurrahmánův souhlas s byzantskou akcí proti Krétě. V říjnu 829 Kréťané zničili císařské loďstvo u Thassu a otevřeli tak Egejské moře drancování. Později zaútočili na Euboiu (cca 835–840), Lesbos (837) a pobřeží Thrakesionu, kde zničili klášter na hoře Latros, avšak byli drtivě poraženi místním stratégem Konstantinem Kontomytésem.
Po Theofilově smrti roku 842 byly novým režimem podniknuty další kroky k omezení krétské hrozby: v roce 843 byla ustanovena nová přímořská thema v Egejském moři, aby se dalo lépe vypořádat s arabskými nájezdy, a také byla vyslána nová expedice na dobytí Kréty pod osobním velením mocného logotheta a regenta Theoktista. Ačkoliv uspěla v zabrání většiny ostrova, Theoktistos opustil armádu kvůli bujícím politickým intrikám v Konstantinopoli, a na ostrově zanechané jednotky byly zmasakrovány Araby. Ve snaze oslabit Araby podniklo několik byzantských loďstev v roce 853 koordinované operace ve východním Středomoří; mj. útok proti egyptské námořní základně v Damiettě a zabavení zásilky zbraní určených pro Krétu. Navzdory několika byzantským úspěchům v následujících letech obnovili Kréťané své nájezdy v první polovině 60. let 9. století. Útočili proti Peloponésu, Kykladám a Athosu. V roce 866 byzantský caesar Bardas shromáždil další početnou expedici na pokoření Kréty, ale jeho zavraždění Basileiem pouhé dva týdny po vyplutí flotily z hlavního města tuto expedici zlomilo.
Na počátku 70. let 9. století dosáhly krétské nájezdy nových výšin: jejich loďstva, často pod velením byzantinských odpadlíků, křižovala Egejské moře a ještě dále až k pobřeží Dalmácie. Při jedné příležitosti pronikla krétská flotila do Marmarského moře a neúspěšně zaútočila na Prokonnesos; poprvé od druhého arabského obléhání Konstantinopole z let 717 až 718, kdy muslimská flotila pronikla tak blízko k hlavnímu byzantskému městu. Nicméně v roce 873 a znovu o rok později utrpěli Kréťané dvě těžké porážky, které jim uštědřil byzantský admirál Niketas Ooryphas. V druhé bitvě se mu podařilo vzít do zajetí mnoho Arabů, které nechal krutě mučit jako odvetu za jejich nájezdy. Přibližně ve stejné době muslimské loďstvo z Tarsu bylo zničeno u Chalkidy. Tato byzantská vítězství zřejmě vedla k dočasnému příměří a krétský emír Šuajb I. ibn Umar byl zdá se zavázán po jednu dekádu platit Byzanci tribut.